# Rosige Wolfsschnecke
Die Rosige Wolfsschnecke (Euglandina rosea) ist eine in Nordamerika heimische, räuberische Landschnecke aus der Familie der Spiraxidae; diese Familie gehört zur Unterordnung der Landlungenschnecken (Stylommatophora).

## Merkmale

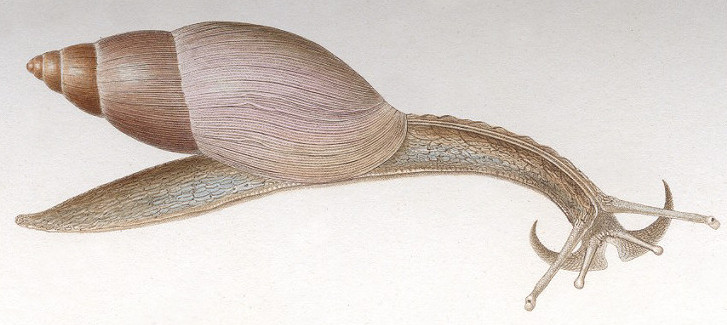
Euglandina rosea, Zeichnung von Amos Binney (1878). Rechts sind die langen Labialpalpen erkennbar.

Das rechtsgewundene, spindelförmige, fast durchsichtige Gehäuse wird beim erwachsenen Tier etwa 7,6 cm, bisweilen auch 10 cm lang und erreicht einen Durchmesser von etwa 2,8 cm. Die Gehäusemündung ist eiförmig bis halbmondförmig, die Spindel abgeschnitten. Die Oberfläche hat deutliche Anwachsstreifen und ist typischerweise braun bis bräunlich rosa. Auch die Schnecke selbst ist bräunlich gefärbt. Die unteren Fühler berühren fast den Boden. Im Vergleich zu anderen Vertretern der Familie Spiraxidae hat die Rosige Wolfsschnecke besonders lange Labialpalpen – zwei tentakelartige Fortsätze am Vorderende des Fußes im Mundbereich.

## Vorkommen, Lebensweise und Verbreitung
Die Rosige Wolfsschnecke findet man in Wäldern, an Straßenrändern und in Gärten. Sie frisst vor allem andere Gehäuseschnecken. Kleinere Beutetiere werden ganz mit Gehäuse verschlungen, wobei auch dessen Kalk von der Wolfsschnecke verwertet wird. Bei größeren Beutetieren werden mithilfe der Radula Fleischstücke ausgeschnitten und verschlungen. Die Schnecke dringt auch in die hintersten Windungen vor, um die Beute vollständig aufzufressen.
Die Schnecke hat ihr natürliches Verbreitungsgebiet im tropischen Nordamerika, in den USA in Alabama, Florida, Georgia, Louisiana, Mississippi, South Carolina und im südöstlichen Texas. In Hawaii und in Französisch-Polynesien wurde sie zur Bekämpfung der eingeschleppten Achatschnecke Achatina fulica ausgesetzt, doch wird sie nunmehr als invasive Art mit dem Verschwinden einheimischer Baumschneckenarten (Familien Achatinellidae, Amastridae und Partulidae) in Zusammenhang gebracht. Die Schnecke steht auf der Liste der 100 of the World’s Worst Invasive Alien Species.

## Systematik
Die Rosige Wolfsschnecke gehört zur Unterfamilie Euglandininae (Baker 1941) und wird traditionell zu den Oleacinidae gezählt, doch nach Thompson (2010) gehört sie zu den Spiraxidae.